# 関えり香
関 えり香（せき えりか、1973年 - ）は、日本の脚本家。福井県武生市（現・越前市）出身。

## 来歴
福井県立武生東高等学校を経て大学卒業後、制作会社に就職。その後、シナリオ・センター大阪校の46期生（1999年春期）として学び、翌2000年2月に『悪いオンナ「ルーズソックス刑事」』（TBSの深夜ドラマ）でデビューを果たした。

## 作品

### テレビドラマ
- 悪いオンナ ルーズソックス刑事（2000年、TBSテレビ）
- QUIZ（2000年、TBS）
- のほほん女子大生旅日記（2000年、TBSテレビ）
- 真夏のメリークリスマス（2000年、TBSテレビ）
- OLヴィジュアル系 第2シリーズ（2001年、テレビ朝日）
- ビューティ7（2001年、日本テレビ）
- フォトドラマ・NO KISS（2001年、フジテレビ）
- 恋愛裁判（2001年、日本テレビ）
- それは、突然、嵐のように… 脚本協力（2004年、TBSテレビ）
- H2〜君といた日々 第1・3・5・8・10話（2005年、TBSテレビ）
- 愛の劇場 うちはステップファミリー （2005年、TBSテレビ）
- 赤い疑惑（2005年、TBSテレビ）
- 赤い運命（2005年、TBSテレビ）
- スシ王子!（2007年、テレビ朝日）
- フルスイング（2008年、NHK）
- 正義の味方 第4・8話（2008年、日本テレビ）
- ドラマスペシャル・白洲次郎 脚本協力（2009年、NHK）
- おひとりさま 第5・7 - 最終話（2009年、TBSテレビ）
- 連続テレビ小説 てっぱん（2010年、NHK）
- 華和家の四姉妹 第5・7・10・最終話（2011年、TBSテレビ）
- 家族法廷 第2・5・最終話（2011年、BS朝日）
- 秘密諜報員 エリカ 第1・2・8・12・最終話（2011年、読売テレビ）
- 市長はムコ殿 第3・5・7・9・最終話（2011年、BS朝日）
- ドラマW 尋ね人（2012年、WOWOW）
- 木曜ドラマ9 あぽやん〜走る国際空港 第1・2・4・5・7・9話（2013年、TBSテレビ）
- 戦力外捜査官 第5・7・9話（2014年、日本テレビ）
- ラスト・ドクター〜監察医アキタの検死報告〜（2014年、テレビ東京）
- ドラマスペシャル フラガールと犬のチョコ（2015年、テレビ東京）
- ドクターカー 第4・7・9話（2016年、読売テレビ）
- キャリア〜掟破りの警察署長〜 第1話(小山正太との共同脚本)、第3・5・7・9話 （2016年、フジテレビ）
- ハロー張りネズミ 第7話（2017年、TBSテレビ）
- 今からあなたを脅迫します（2017年、日本テレビ）
- 結婚相手は抽選で（2018年、東海テレビ・フジテレビ系）
- 後妻業 第1・4話（阿相クミコとの共同脚本）、全話担当（2019年、カンテレ/フジテレビ）
- ストロベリーナイト・サーガ 第4 - 6話（2019年、フジテレビ）
- 新米姉妹のふたりごはん（2019年、テレビ東京）
- ドラマスペシャル お花のセンセイ（2020年、テレビ朝日）
- ゴシップ ＃彼女が知りたい本当の○○（2022年1月6日、フジテレビ）
- 雨に消えた向日葵（2022年、WOWOW）
- テッパチ!（2022年、フジテレビ）
- ハマる男に蹴りたい女（2023年、テレビ朝日系列）
- 最高の生徒〜余命1年のラストダンス〜（2023年、日本テレビ）
- 青島くんはいじわる（2024年、テレビ朝日）
- きみは面倒な婚約者（2025年、テレビ朝日）
- 魔物（2025年、テレビ朝日）

### ウェブドラマ
- 星から来たあなた（2022年2月、Amazonオリジナルドラマ））

### 配信ドラマ
- 後妻業　チェインストーリー(2019年、GyaO!)

### 映画
- 自虐の詩
- 《a》symmetry アシンメトリー
- 櫻の園 ※2008年版
- おしょりん（2023年）